# Henrik Møllgaard
Henrik Møllgaard Jensen (født 2. januar 1985 i Gredstedbro) er en dansk håndboldspiller, der spiller i Aalborg Håndbold. Han voksede op i den lille sydvestjyske by Gredstedbro, og begyndte allerede som seksårig at spille håndbold i den lokale idrætshal.
Han har tidligere spillet i Kongeå HK, Ribe HK, KIF Kolding, Skjern Håndbold og Paris Saint-Germain. Ved EM i 2016 blev Henrik Møllgaard udnævnt til den bedste forsvarsspiller.
Efter fire år for Skjern Håndbold, fik han i 2015 tilbudt en treårig kontrakt af Paris Saint-German, hvorefter han i sommeren 2018 vendte hjem til Danmark og fik kontrakt med Aalborg Håndbold.
Møllgaard var stamspiller på landsholdet og var med til vinde VM i 2019 i Danmark/Tyskland og VM i 2021 i Egypten. Han spillede sin sidste landskamp d. 15 marts 2025 mod Frankrig, hvor han bagefter blev hyldet af de danske fans.